# Малиновка (Шимановский район)
В Амурской области в Бурейском районе тоже есть село Малиновка.
Мали́новка — село в Шимановском районе Амурской области России. Административный центр Малиновского сельсовета.

## География
Село Малиновка — спутник города Шимановск, расположено в 6 км восточнее.
Рядом с селом Малиновка проходит федеральная трасса Чита — Хабаровск.
На восток от окрестностей Малиновки идёт автодорога к селу Раздольное, далее на правый берег Зеи к селу Чагоян. Параллельно автодороге от Шимановска к селу Чагоян идёт железная дорога (подъездные пути специального назначения).

## Население
| 2002 | 2010 | 2012 | 2013 | 2014 | 2015 | 2016 |
| ---- | ---- | ---- | ---- | ---- | ---- | ---- |
| 214  | ↘163 | ↗168 | ↘160 | ↘156 | ↗158 | ↘152 |
| 2017 | 2018 |      |      |      |      |      |
| ↗155 | ↘150 |      |      |      |      |      |

## Улицы
- ул. Луговая,
- ул. Молодёжная,
- ул. Советская.